# Oude grote markt van Turku
De  Oude grote markt van Turku (Fins: Vanha Suurtori, Zweeds: Gamla Stortorget) is een plein in de Finse stad Turku. Vanaf de 13e eeuw tot aan de grote brand van 1827 was dit het grootste en belangrijkste marktplein van de stad. In de middeleeuwen lag het tussen de Domkerk van Turku en het Dominicaanse klooster. 
Tegenwoordig functioneert het als cultureel centrum en zitten hier vooral galeries en restaurants. Jaarlijks wordt op het het vanaf het balkon van het Brinkallahuis een nationaal uitgezonden kerstrede uitgesproken. Ook wordt in de winter een kerstmarkt en in de zomer een middeleeuwse markt gehouden. 

## Afbeeldingen

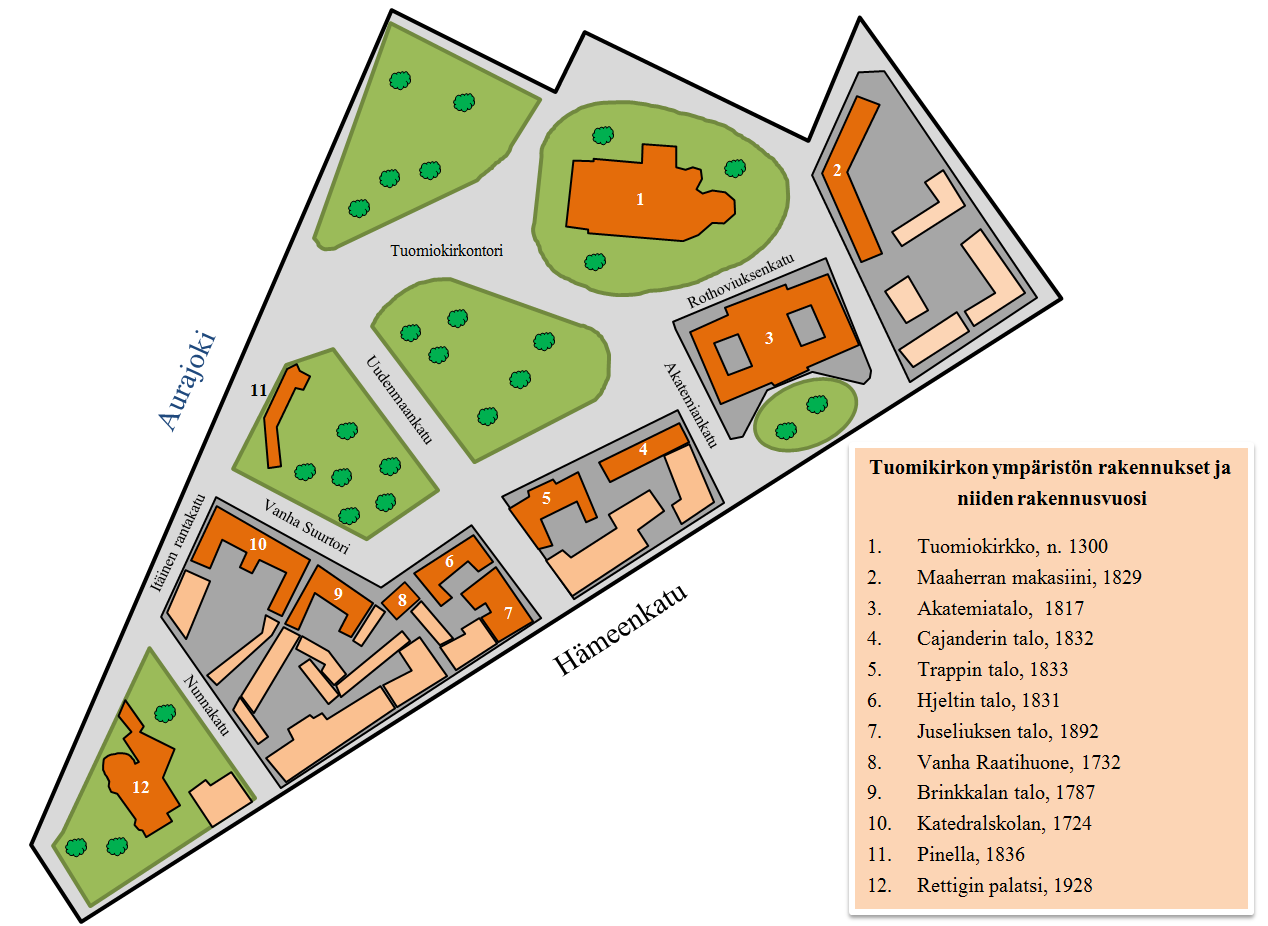
Kaart van het plein
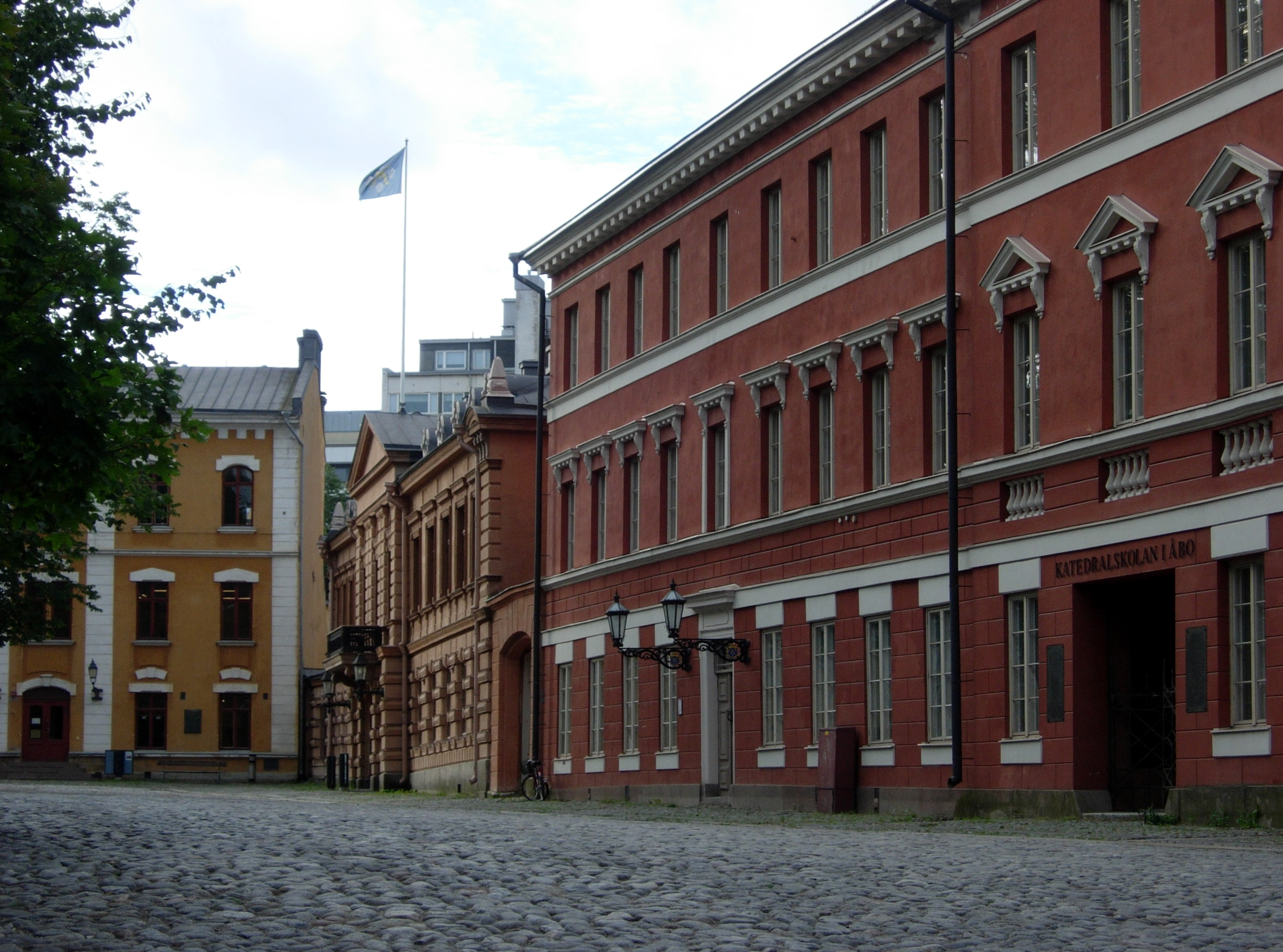
Grote oude plein
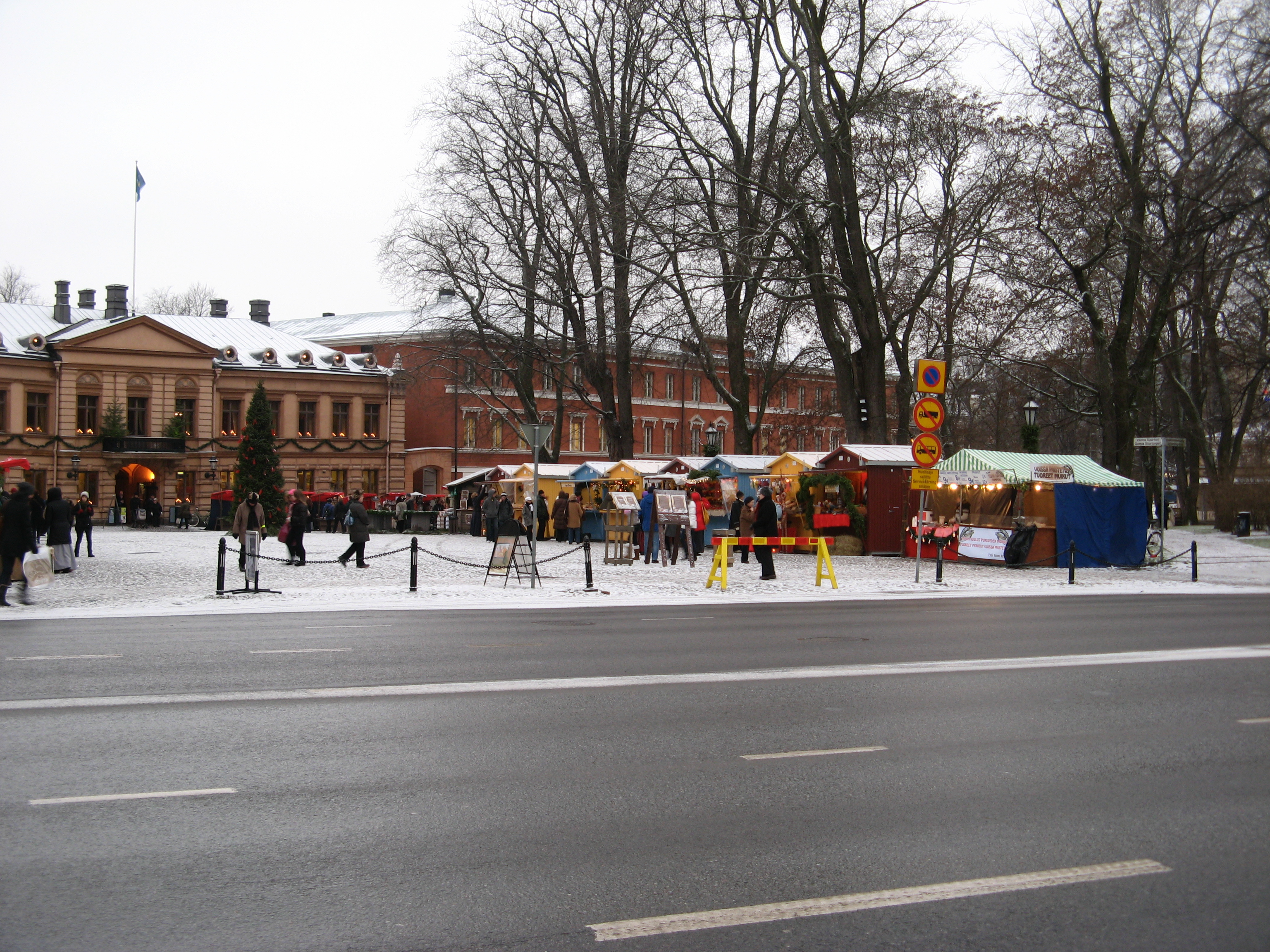
Kerstmarkt op het plein
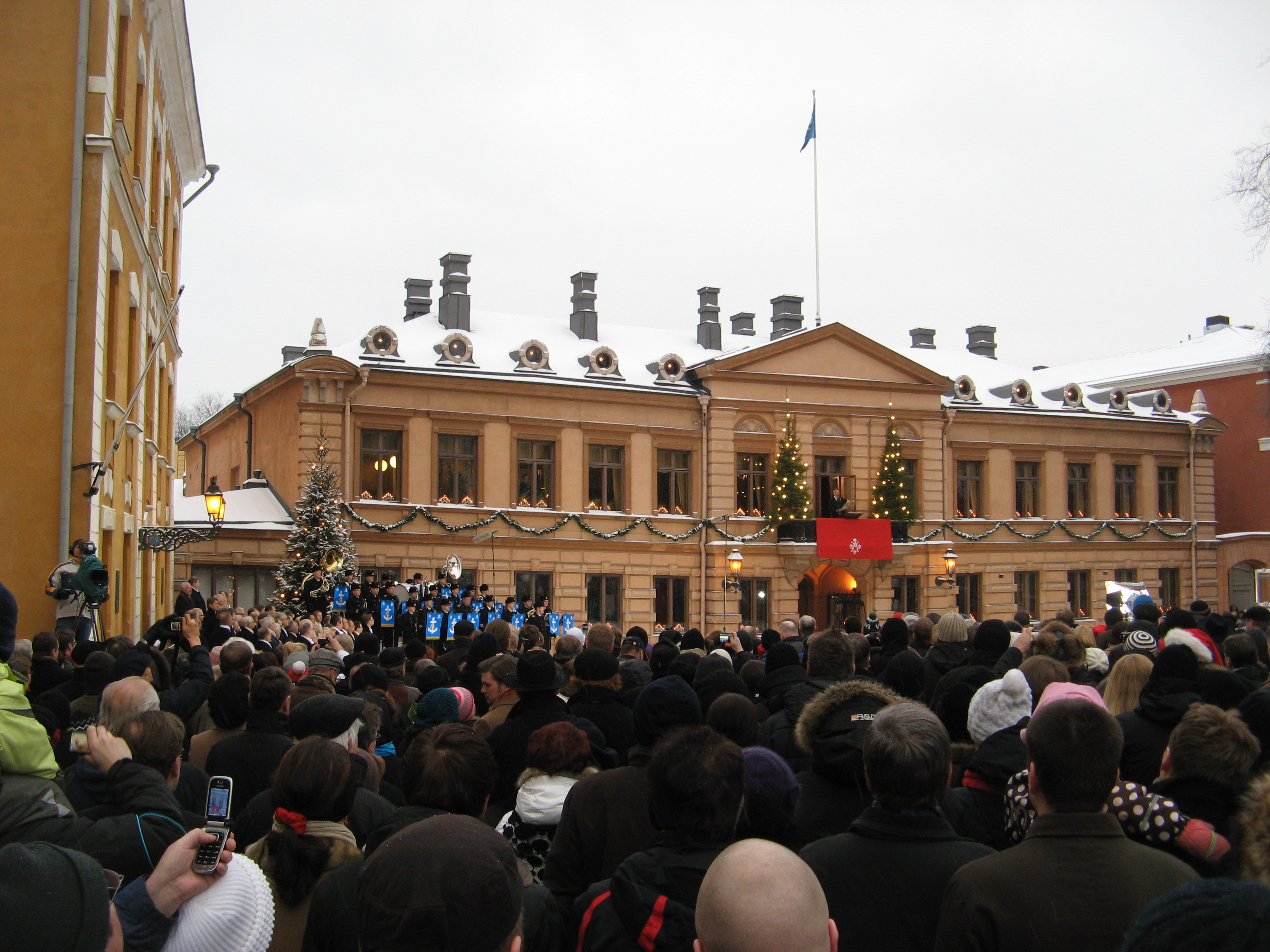
Jaarlijkse nationale kerstrede op het plein